# مونرو سويني
مونرو سويني (بالإنجليزية: Monroe Sweeney)‏ هو لاعب كرة قاعدة أمريكي، ولد في 29 ديسمبر 1892 في باريس في الولايات المتحدة، وتوفي في 29 يناير 1950 في تايلور في الولايات المتحدة.